# 土橋芳邦
土橋 芳邦（どばし よしくに、1938年8月21日 - ）は、日本の実業家。クボタ代表取締役社長、学校法人大阪産業大学理事長などを務めた。

## 人物・経歴
兵庫県宝塚市出身。1961年神戸大学経済学部卒業、久保田鉄工（現クボタ）入社。1982秘書室長。1989年取締役広報室担当。1991年常務取締役。1993年専務取締役。1999年から代表取締役社長を務め、不採算事業の整理などを進め全事業の黒字化を達成した。同年、日本ダクタイル鉄管協会会長に就任。2003年に相談役に退いた。2008年社友。2009年学校法人大阪産業大学理事長。